# سلیم بن سلطان القاسمی
سلیم بن سلطان القاسمی (عربی: سلیم بن سلطان القاسمی; زاده ؟ – درگذشته ۱۹۱۹) دولتمرد اماراتی بود، که در فاصله سالهای ۱۸۶۸ تا ۱۸۸۳ به‌عنوان امیر رأس‌الخیمه فعالیت می‌کرد.